# 2050
2050 (MML) е обикновена година, започваща в събота според григорианския календар. Тя е 2050-ата година от новата ера, петдесетата от третото хилядолетие и първата от 2050-те.